# Glacier de Rhêmes-Golette
Le glacier de Rhêmes-Golette ou glacier de Rhêmes, en italien ghiacciaio di Rhêmes, est un glacier des Alpes situé à la frontière entre la France et l'Italie.

## Géographie
Le glacier se trouve en Savoie, au-dessus des lacs du Chevril et de la Sassière à Tignes, dans la partie amont de la réserve naturelle nationale de la Grande Sassière. En Italie, il est connecté au glacier de Golette qui se dirige vers le val de Rhêmes, vallée latérale de la Vallée d'Aoste, et alimente le lac du même nom.
Si la partie aval du glacier est situé en territoire français, sa partie supérieure est tantôt en France, tantôt en Italie, suivant l'interprétation du tracé de la frontière. Cette dernière forme un arc de cercle entre le pic de Golette au sud et le pic de la Traversière au nord pour les Italiens ou bien elle va jusqu'au pied de la Granta Parey à l'est, sommet situé intégralement en Italie, avant de tirer tout droit vers la pointe de la Golette à l'ouest.

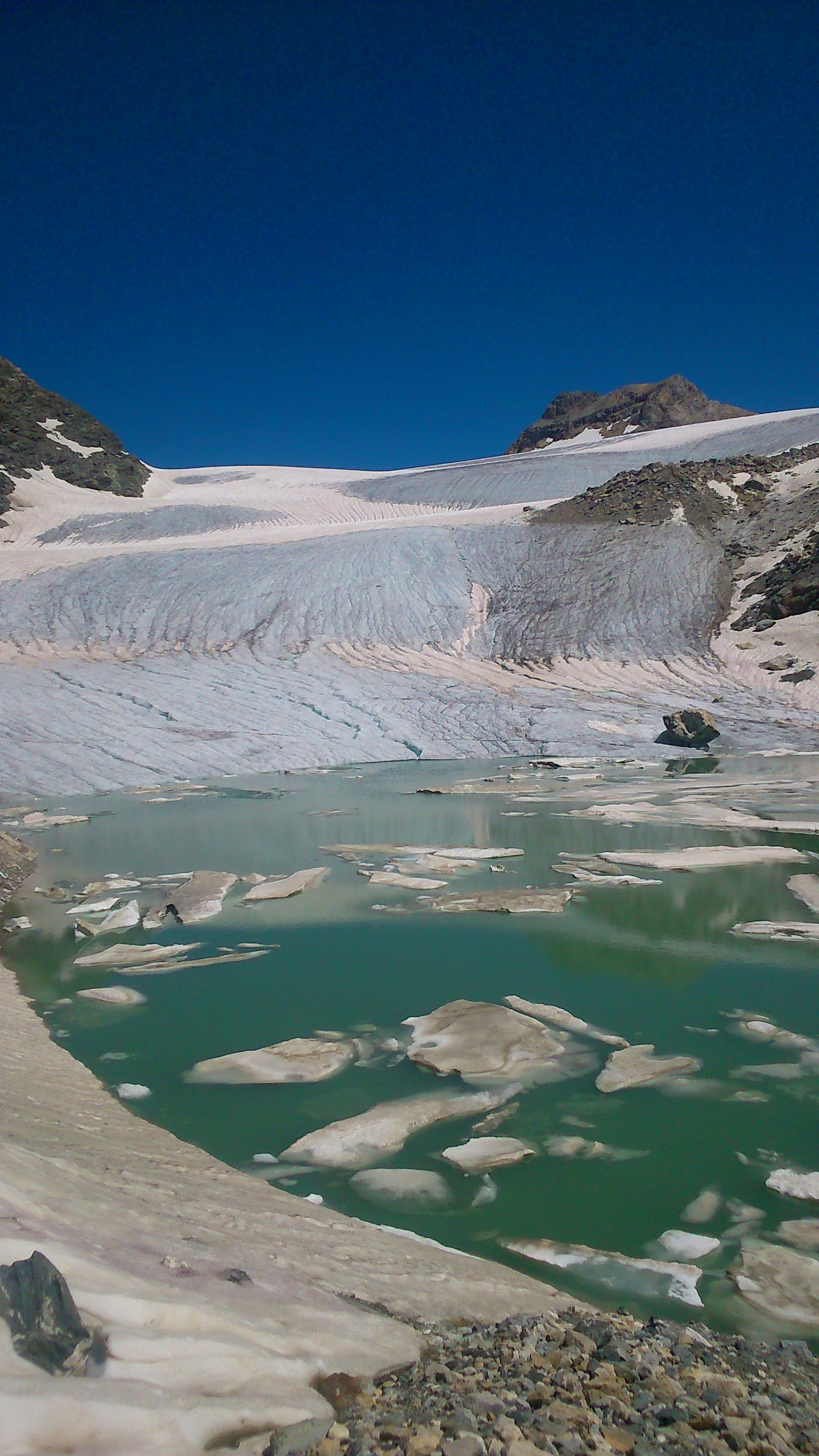
Vue du glacier de Rhêmes-Golette et de son lac proglaciaire.